# Cirth
Le Cirth (ˈkirθ "rune") sono un alfabeto artificiale ideato da John Ronald Reuel Tolkien. È descritto nell'introduzione del libro Lo Hobbit ed è una rivisitazione dell'alfabeto fuþorc.
Le rune, all'interno di Arda (l'universo inventato da Tolkien) sono utilizzate per le iscrizioni dai nani e dagli elfi parlanti Sindarin. Secondo la mitologia tolkeniana le Cirth sono state ideate da Daeron, menestrello del re Thingol. Tuttavia con l'avvento delle Tengwar di Fëanor, ben più evolute, le Cirth caddero in disuso. Vennero in seguito adottate dai nani che le utilizzarono per trascrivere il Khuzdul. L'alfabeto è formato da una sessantina di rune.
Si possono individuare due esempi dell'utilizzo di questo alfabeto nel libro Lo Hobbit, entrambe sulla Mappa di Thrór:
•la descrizione della Porta della Montagna Solitaria:
```
«five feet high the door
  and three may walk
  abreast: Th. Th.»
```

•le rune lunari lette da Elrond:
```
«stand by the grey stone 
  when the thrush knocks
  and the setting sun with
  the last light of Durin's 
  day will shine upon the 
  keyhole»
```

|  | p        |  | zh     |  | l      |  | e   |
|  | b        |  | nj-z   |  | lh     |  | ē   |
|  | f        |  | k      |  | ng–nd  |  | a   |
|  | v        |  | g      |  | s–h    |  | ā   |
|  | hw       |  | kh     |  | s–'    |  | o   |
|  | m        |  | gh     |  | z–ŋ    |  | ō   |
|  | (mh), mb |  | ŋ–n    |  | ng*    |  | ö   |
|  | t        |  | kw     |  | nd–nj  |  | n*  |
|  | d        |  | gw     |  | i, (y) |  | h–s |
|  | th       |  | khw    |  | y*     |  | *   |
|  | dh       |  | ghw, w |  | hy*    |  | *   |
|  | n–r      |  | ngw    |  | u      |  | ps* |
|  | ch       |  | nw     |  | ū      |  | ts* |
|  | j        |  | r–j    |  | w      |  | +h  |
|  | sh       |  | rh–zh  |  | ü      |  | &   |